# 러시아의 우크라이나 침공과 중화인민공화국
러시아의 우크라이나 침공에 대한 국제 사회의 반응 중, 중화인민공화국(이하 중국)은 중립을 지키고 있다고 여러 논평가들이 말하고 있다.

## 중국 정부
2월 25일 중국은 유엔 안전보장이사회의 침공을 규탄 표결에서 기권했다.
3월 1일 우크라이나와 중국의 외무장관 드미트로 쿨레바와 왕이는 침공 이후 처음으로 통화했다. 중국 언론은 왕이가 쿨레바에게 민간인이 처한 위험에 대해 "극도로 우려하고 있다"며 "충돌이 확대되는 것을 방지하기 위해 최대한 상황을 풀어가야 한다"고 말했다고 보도했다. 쿨레바는 우크라이나가 "중국이 휴전을 중재해주기를 기대한다"고 말한 것으로 알려졌다.
3월 2일 미국 신문 《뉴욕 타임즈》는 중국 정부가 침략을 사전에 경고했고, 러시아 정부에 2022년 동계 올림픽 이후로 침공 일정을 연기해 달라 요청했다고 주장하는 기사를 실었다. 중국 정부는 "이러한 수사의 목적은 주의를 분산시키고 비난을 돌리려는 것"이라며 "완전히 비열한 짓"이라 주장했다.
중국 최고지도자 시진핑은 3월 9일 프랑스 대통령 에마뉘엘 마크롱, 독일 총리 올라프 숄츠와 화상 회담을 하며 "유럽에서 전쟁의 불길이 다시 타오르는 것을 보고 중국이 고통스럽다"고 말하며 3국이 러시아와 우크라이나 간의 평화 협상을 이끌어가기를 촉구했다.
3월 15일, 주미 중국 대사 친강은 《워싱턴 포스트》에 "러시아와 우크라이나의 갈등은 중국에 이롭지 않다"며 "우크라이나를 포함한 모든 국가의 주권과 영토 보전은 반드시 지켜져야 한다"고 기고했다. 또한 "일부 미국 관리가 말한 것처럼 중국 기업과 기업에 대한 위협은 용납할 수 없다"고 말했다.
3월 18일 시진핑과 미국 대통령 조 바이든이 2시간 동안 우크라이나 사태에 대하여 화상 회담했다. 미국 백악관은 회담 후 언론에 바이든 전 부통령이 시 주석에게 "중국이 러시아에 물질적 지원을 제공할 경우 대가가 있을 것"이라 경고했다고 밝혔다.
2022년 4월 29일, 중국 외교부 대변인 자오리젠은 중-러 관계를 "대립을 일으키거나 다른 국가를 표적으로 삼지 않는" "새로운 국제 관계 모델"이라고 부르며 "냉전 시대의 군사 및 정치 동맹 모델"보다 높은 수준으로 끌어올렸다. [5]
뉴욕타임스는 러시아 의회를 인용해 2022년 9월 중국 공산당(CCP) 정치국 상무위원 3순위이자 시진핑 중국 공산당 총서기의 최고 고문인 리잔슈가 러시아 옆으로 확장하는 나토를 비난하며 러시아 의원 그룹에 "러시아가 취한 모든 조치의 필요성을 충분히 이해한다"며 우크라이나 문제에 대해 "불가능한 상황"에 처했다고 보도했다. 월스트리트 저널은 러시아가 자국의 이익을 증진하기 위해 중국인 모르게 또는 중국의 발표와 결정을 앞두고 반복적으로 정보를 유출했다고 보도했다. 중국 최고 의사 결정권자들과 가까운 사람들에 따르면, 리의 발언을 유출하려는 러시아의 의도를 알았다면 "중국이 러시아의 공범으로 간주되지 않도록 단어 선택이 더 신중했을 것"이라고 말했다.
2022년 11월, 2022년 G20 발리 정상회의에서 중국은 2022년 러시아의 우크라이나 침공을 "전쟁"이라고 부르는 것에 반대했다. 같은 달 베이징 주재 러시아 대사는 시진핑이 중국이 발표할 준비가 되기 전에 모스크바를 방문할 것이라고 발표했다. 월스트리트 저널은 중국 지도부와 가까운 사람들의 말을 인용해 "중국 측은 아직 결정조차 내리지 않았다"고 전했다 .
2022~2023년 국방부 문서 유출로 인한 미국의 러시아 정보 감청에 따르면, 러시아는 중국이 민간 물품으로 위장한 '치명적 지원' 전송을 승인했다고 믿었다 . 미국 관리들은 아직 증거를 보지 못했지만 중국에 그렇게 하지 말라고 반복해서 경고했다고 말했다 .
2024년 1월 31일, 동쥔 제독과 세르게이 쇼이구의 회담에서 동 주석은 러시아와 중국 군이 "양군 관계를 더 높은 수준으로 끌어올리기 위해" 상호 신뢰를 강화하고 협력을 확대해야 한다고 말했다 . 러시아 국방부가 공개한 회담 녹취록에 따르면 동 주석은 중국이 '우크라이나 문제'에 대해 러시아를 계속 지원할 것이며, 미국과 유럽연합의 압력에도 불구하고 "중국은 기존 정책을 포기하지 않을 것이며 외부 세계는 중국과 러시아 간의 정상적인 협력을 방해하지 않을 것"이라고 말했다 . 왕웬빈 중국 외교부 대변인은 언론 브리핑에서 동 주석의 발언에 대한 질문에 중국의 입장은 변함이 없으며 분쟁의 양쪽에 군사 지원을 제공하지 않는다고 말했다 .
2024년 4월, 왕립연합서비스연구소(RUSI)는 북한에서 러시아로 무기를 이전하는 제재 대상 러시아 선박이 저장성의 중국 조선소에 정박 중이라고 보고했다 .

### 외국 지도자와의 만남

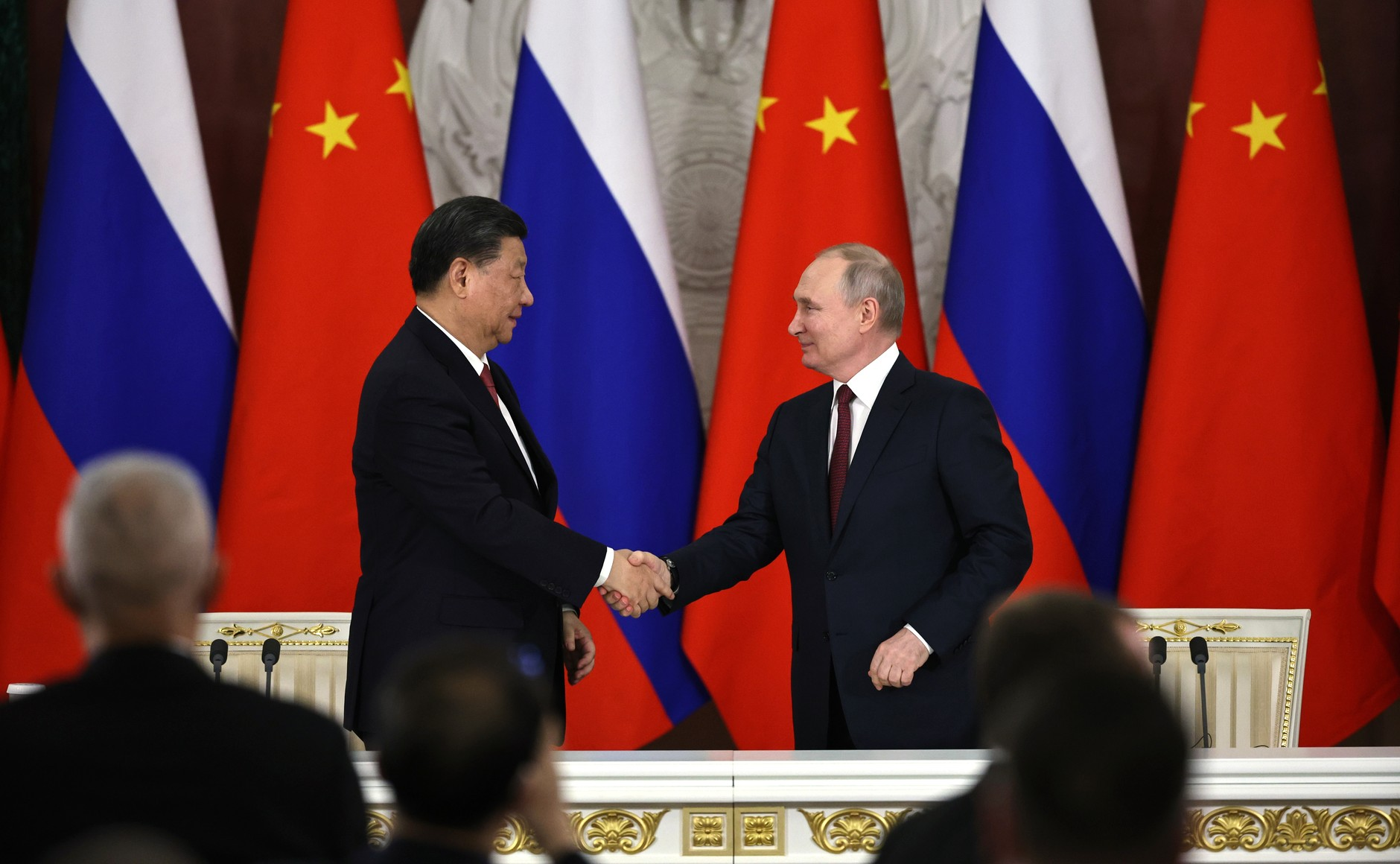
Putin welcomes Chinese leader Xi Jinping to Moscow, 21 March 2023

2022년 3월 1일, 우크라이나와 중국 외무장관 드미트로 쿨레바와 왕이는 침공 초기 이후 처음으로 전화 통화를 가졌다 . 중국 언론은 왕이 쿨레바에게 민간인에 대한 위험에 대해 "매우 우려하고 있다"며 "분쟁이 격화되는 것을 막기 위해 가능한 한 상황을 완화할 필요가 있다"고 말했다고 보도했다 . 쿨레바는 우크라이나가 "휴전을 달성하기 위해 중국이 중재 역할을 하기를 기대한다"고 말한 것으로 알려졌다 .
2022년 3월 9일, 시진핑 중국 공산당 총서기는 에마뉘엘 마크롱 프랑스 대통령 및 올라프 숄츠 독일 총리와 화상 회의를 열어 중국이 "유럽에서 전쟁의 불길이 다시 치솟는 것을 보고 고통스럽다"고 말하며 3국이 러시아와 우크라이나 간의 평화 협상을 촉진할 것을 촉구했다 . 그 달 말 시진핑과 조 바이든 미국 대통령은 우크라이나 분쟁이 크게 부각된 화상 회의를 2시간 동안 진행했다 . 미국 백악관은 통화 후 바이든이 시진핑에게 "중국이 러시아에 실질적인 지원을 제공하면 결과가 초래될 것"이라고 경고했다고 언론에 말했다 .
2023년 3월 20~22일, 시진핑은 러시아를 방문하여 블라디미르 푸틴을 공식 및 비공식적으로 만났다 .

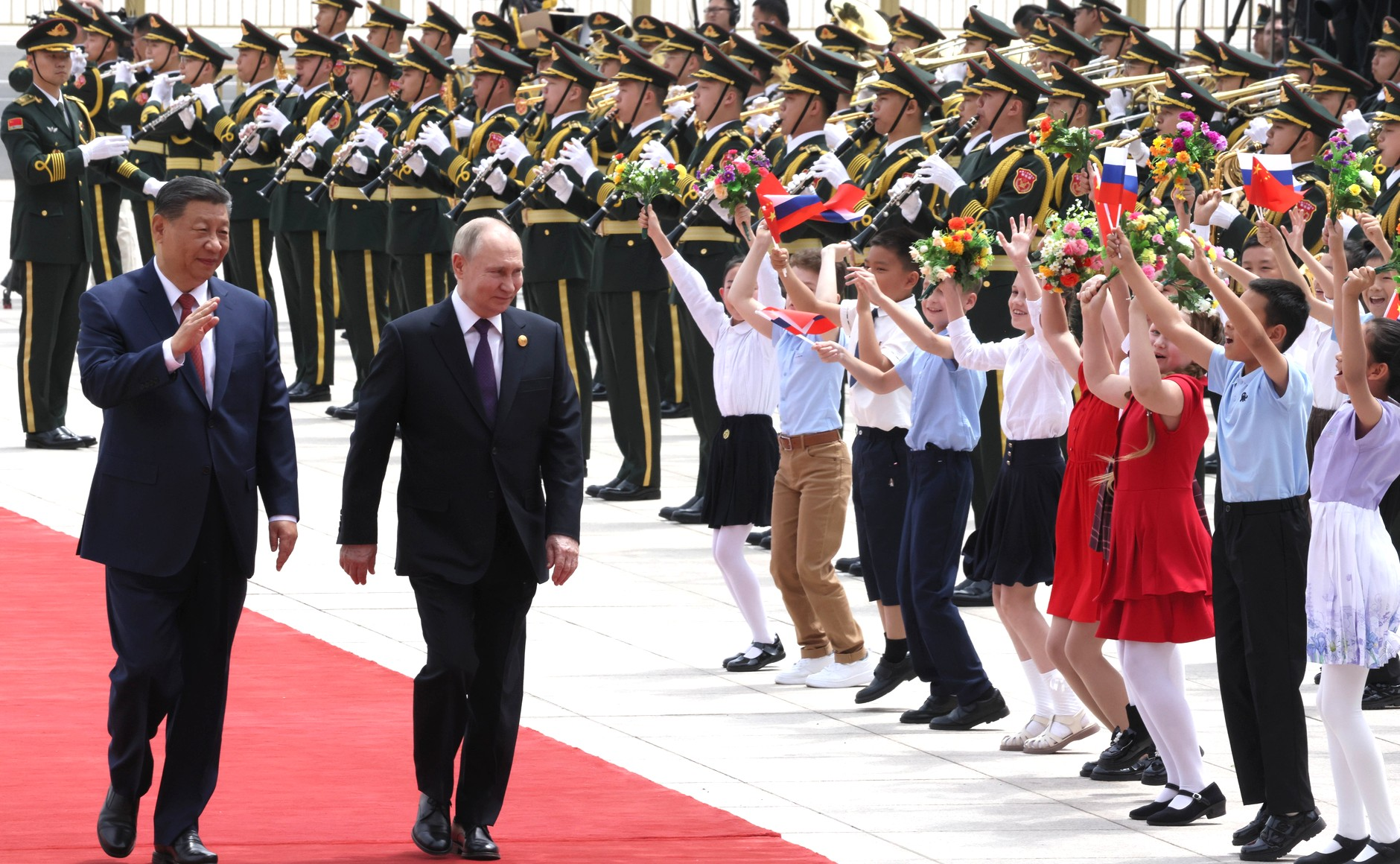
Xi Jinping welcomes Putin in Beijing during Putin's visit to China in May 2024

2023년 4월 26일, 시진핑은 볼로디미르 젤렌스키 우크라이나 대통령과 한 시간 동안 통화했다 .[6] 젤렌스키 대통령은 이 통화를 "길고 의미 있는" 통화라고 설명하며 "우크라이나를 위한 정의롭고 지속 가능한 평화"라고 강조했다 .
2024년 5월 프랑스를 방문한 시진핑은 엠마누엘 마크롱과 우르술라 폰 데어 라이엔 유럽연합 집행위원장에게 중국이 모스크바에 무기를 공급할 계획이 없으며 러시아의 전쟁 노력을 가능하게 한 이중 용도 재료 문제를 조사할 준비가 되어 있다고 말했다 ..
2024년 5월, 푸틴은 중국을 방문하여 시진핑을 만났다 . 방문의 목적은 러시아와 중국 간의 전략적 파트너십을 강화하기 위한 것이었다 .
2024년 7월 23일, 드미트로 쿨레바 우크라이나 외무장관은 중국 왕이 중국 외교부장과 러시아와의 평화적 전쟁 종식을 달성하기 위한 방안에 대한 회담을 위해 중국을 방문했다 .

### 유엔 투표
2022년 2월 25일, 중국은 침공을 비난하는 유엔 안전보장이사회 투표에서 기권했다
2022년 3월 2일, 중국은 35개국과 함께 러시아의 침략을 규탄하고 러시아의 우크라이나 "즉각적이고 철저하며 무조건적인" 철수를 요구하는 유엔 총회 결의안에 기권했다 .
2023년 12월, 중국은 유엔에서 러시아를 비난하는 데 반대표를 던졌다 ..

### 평화 제안

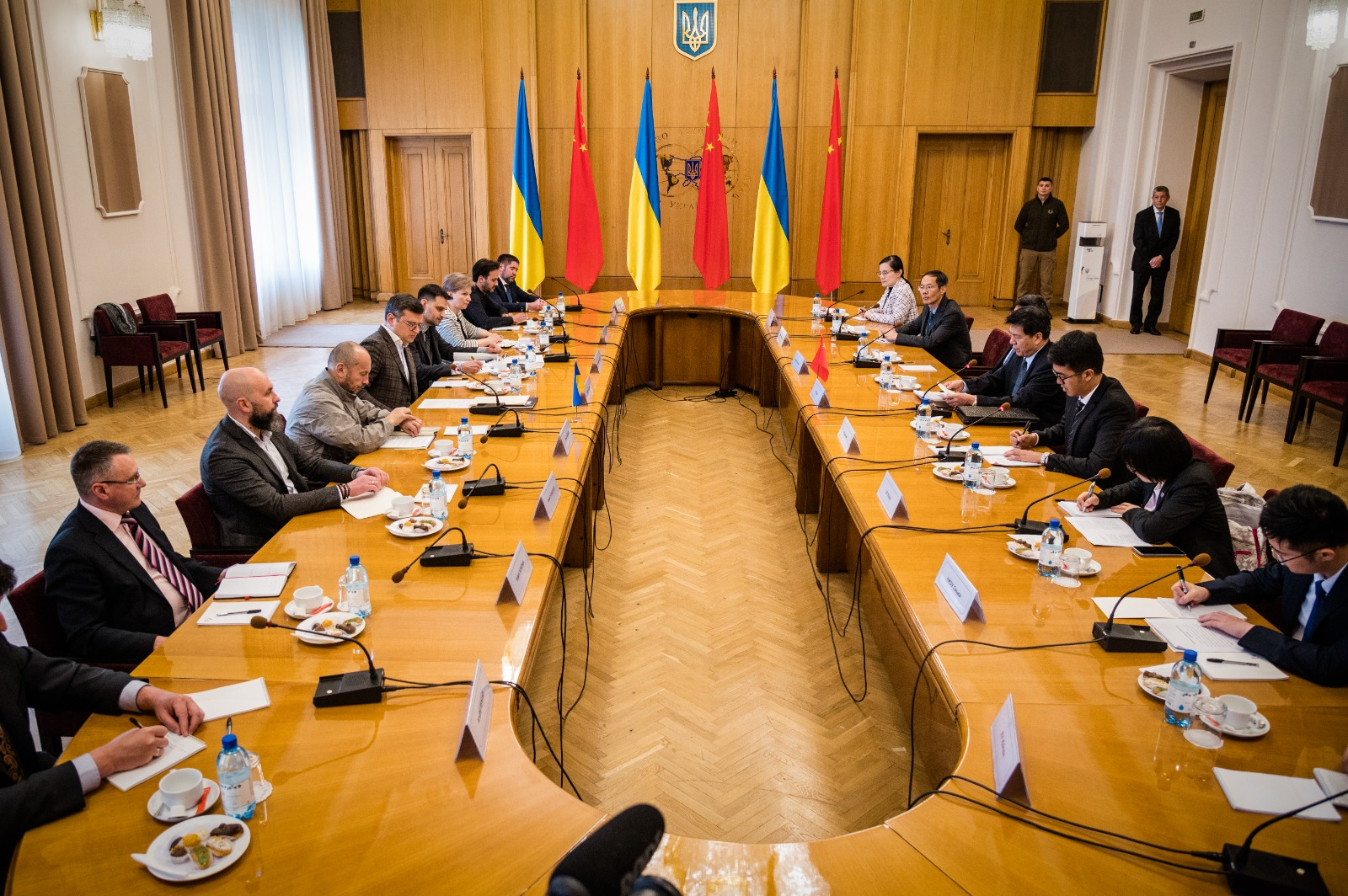
Chinese peace envoy Li Hui meets with Ukrainian foreign minister Dmytro Kuleba in Kyiv (17 May 2023)

2023년 2월 24일, 중국은 휴전과 평화 회담을 촉구하는 12개 항의 평화 계획 개요를 발표했다 . 같은 날 젤렌스키 장관은 이 제안의 측면을 고려할 의향이 있다고 밝혔고, 러시아 외무부는 중국의 제안을 환영한다고 밝혔다 . 젤렌스키 장관은 시진핑 주석을 만날 계획은 양국과 세계 안보에 모두 유용할 것이기 때문이라고 말했다 . 블라디미르 푸틴의 대변인 드미트리 페스코프는 "중국 친구들의 계획에 많은 관심을 기울였다"고 말했지만, 이러한 현실이 (러시아의) "내부 요인"이 되면서 새로운 "영토 현실을 무시할 수 없었다"고 말했다 . 페스코프는 "현재로서는 이 전체 이야기를 평화로 이끄는 데 필요한 조건이 없다고 본다"며 중국의 평화 제안을 거부했다 . 안토니 블링켄 미국 국무장관은 "전 세계는 중국이나 다른 국가의 지원을 받는 러시아가 자체적으로 전쟁을 동결하려는 전술적 움직임에 속아서는 안 된다"며 중국의 평화 제안에 의문을 제기했다 .
2023년 벨라루스-중국 정상회담에서 알렉산더 루카셴코 벨라루스 대통령과 시 주석은 공동으로 "유럽 지역의 무력 분쟁 발전에 대한 깊은 우려와 우크라이나의 가장 빠른 평화 정착에 대한 극단적인 관심"을 표명했다
2023년 6월, 우크라이나 주재 중국 특사 리후이는 모든 당사국에게 영토 보전을 존중하고 전장 무장을 중단하며 핵 시설의 안전을 보장할 것을 촉구했다
2023년 샹그릴라 대화 이후 올렉시 레즈니코프 우크라이나 국방부 장관은 중국 등 다른 국가들이 제시한 평화 계획은 러시아를 대신해 중재를 시도한 것이며 러시아가 우크라이나 모든 영토에서 철수하도록 설득할 수 있는 경우에만 우크라이나가 중재자를 받아들일 의향이 있다고 말했다 .
중국의 12개 항의 평화 계획은 2023년 8월 5일 사우디아라비아 제다에서 열린 42개국 평화 토론에서 발표되었으며, 실시간 피드백을 받았다 .
2024년 5월 초, 러시아-우크라이나 분쟁에 관한 중국 특사는 브라질, 인도네시아, 튀르키예, 이집트, 사우디아라비아, 아랍에미리트, 남아프리카공화국, 카자흐스탄 등 남중국해의 중립국을 방문했다
2024년 5월 23일, 중국은 새로운 6개 항의 평화 계획을 발표했지만 젤렌스키를 비롯한 비평가들에 따르면 러시아는 2024년 6월 스위스에서 열린 우크라이나 평화 정상회의를 약화시킬 것을 중국에 촉구했다 . 소식통에 따르면 중국 외교관들은 개발도상국에 스위스에서 열리는 평화 정상회의가 전쟁을 연장할 것이라고 말했지만 어떤 국가에도 회의에 불참할 것을 직접 요청하지는 않았다 . 중국과 브라질의 6개 항의 제안은 "러시아와 우크라이나 모두가 인정하는 적절한 시기에 개최되고 모든 평화 계획에 대한 공정한 논의가 이루어질 것"을 촉구했다 .
2024년 6월, 아비싯 베자지바 전 태국 총리는 미국과 중국, 동맹국 간의 근본적인 신뢰 부족으로 인해 "어느 쪽이 어떻게 평화 정상회의를 시작할 정당성을 주장할 수 있는지 알기가 너무 어렵다"고 말했다 . 상대방은 이를 받아들이지 않을 것입니다." 2024년 6월 14일, 유엔 주재 중국 상임 부대표인 겅솽은 "분쟁 당사자들에게 휴전을 달성하고 군사 행동을 중단하기 위한 정치적 의지를 보여주고, 함께 모여 가능한 한 빨리 평화 회담을 시작할 것"을 촉구했다 .
2024년 9월 젤렌스키는 중국과 브라질이 제안한 평화 계획을 "파괴적"이며 "정치적 성명일 뿐"이라고 불렀다 .

## 국영 미디어
중국 본토 언론의 러시아의 우크라이나 침공 보도로 인해 몇 가지 논란이 제기되었다 . 유럽 대외행동국은 "중국 국영 미디어와 공식 소셜 미디어 채널이 일부 친크렘린 음모 내러티브를 증폭시켰다"고 밝혔다 . BBC와 CNN은 중국 본토에서 이 주제에 대한 논의가 글로벌 타임즈, 중국중앙TV(CCTV), 인민일보 등 중국 국영 미디어 매체가 주도하고 있다고 판단합니다.  이 매체들의 저널리즘적 무결성에 의문이 제기되었다 . 예를 들어, 우크라이나 침공이 본격화되기 이틀 전 베이징 뉴스의 국제 관계 섹션인 호라이즌 뉴스가 실수로 공식 웨이보 계정에 내부 공지를 공개한 것으로 의심되었다 . 내부 공지에는 "러시아에 불리하다"와 "친서방" 콘텐츠의 제한을 요구하는 검열 지침이 포함되어 있었다 . 같은 날 글로벌 타임즈 웹사이트의 한 기사에서 도네츠크와 루한스크를 "두 나라"로 지칭했다 . 이후 중국 본토 언론이 두 지역을 "지역"으로 통칭하기 시작하면서 해당 기사는 철회되었다 .러시아가 우크라이나에 대한 군사 작전을 시작한 날, 중국 공산주의 청년 연맹은 공식 빌리빌리 계정에 소련 애국 노래 "카투샤"를 만다린으로 표현한 글을 올렸다 . 이니티움 미디어는 이러한 조치를 군사적 분쟁을 선정하기 위한 시도로 간주했다 .
몇몇 언론 매체는 중국 언론이 선별적인 보도를 했다고 믿다 . 도이치웰과 CNN은 "침략"과 "공격"과 같은 단어를 피하고 러시아 관리들의 정보에 대한 편향성과 중국 내 반미 감정을 조장하는 것에 대해 의문을 제기했다 . 그러나 월스트리트 저널은 중국 국영 언론 매체가 분쟁 보도에 자제력을 행사하고 있다고 믿으며, 이는 중국 정부가 취한 신중한 입장을 보여줍니다. 라디오 프랑스 인터내셔널은 중국이 러시아의 침공을 비난하지는 않았지만 자국민에게 우크라이나인을 지원하도록 장려하지는 않으며 러시아를 공개적으로 지지하지도 않는다고 믿다 .
3월 4일, 중국중앙TV(CCTV)는 베이징에서 열린 2022 패럴림픽 동계올림픽 개막식 생중계를 시작했다 . 방송 도중 앤드류 파슨스 국제패럴림픽위원회 위원장은 영어로 진행된 연설에서 분쟁을 언급하며 침공을 엄중히 비난하고 평화를 촉구했다 . CCTV는 이 연설의 이 부분을 음소거하고 전체 번역본을 공개하지 않았다 .  박수를 치며 평화를 촉구하는 우크라이나 선수 20명의 사진도 삭제되었다 . 국제패럴림픽위원회는 검열이 있었다고 보고 CCTV에 해명을 요구했다 .
3월 초 현재 국영 피닉스 텔레비전의 루 유광 기자는 러시아 최전선에 포진한 유일한 외신 특파원입니다.
부차 학살 사건 이후 중국 관영 언론은 러시아의 관점에 호의를 보이기 시작했다 . 4월 5일, CCTV-4는 부차 학살이 가짜 뉴스라는 세르게이 라브로프 러시아 외무장관의 주장을 우크라이나와 서방이 러시아를 비방하기 위해 퍼뜨렸다 . 중국 언론은 볼도미르 젤렌스키 우크라이나 대통령의 학살 현장 조사에 대해 선별적으로 보도했지만, 현장의 끔찍한 성격과 현지 주민들의 탄원에 대해서는 보도하지 않았다 . 글로벌 타임즈는 부차 학살이 미국이 연루된 홍보 스턴트라고 주장했다 . CCTV는 4월 5일 정오 뉴스에서 "러시아 외무부 장관: 부차 사건의 거짓말 폭로"라는 제목으로 보도했다 . 4월 6일 현재 신화통신과 인민일보 등 중국 국영 언론 매체는 부차 학살에 대해 자세히 보도하지 않았다 .

## 산업

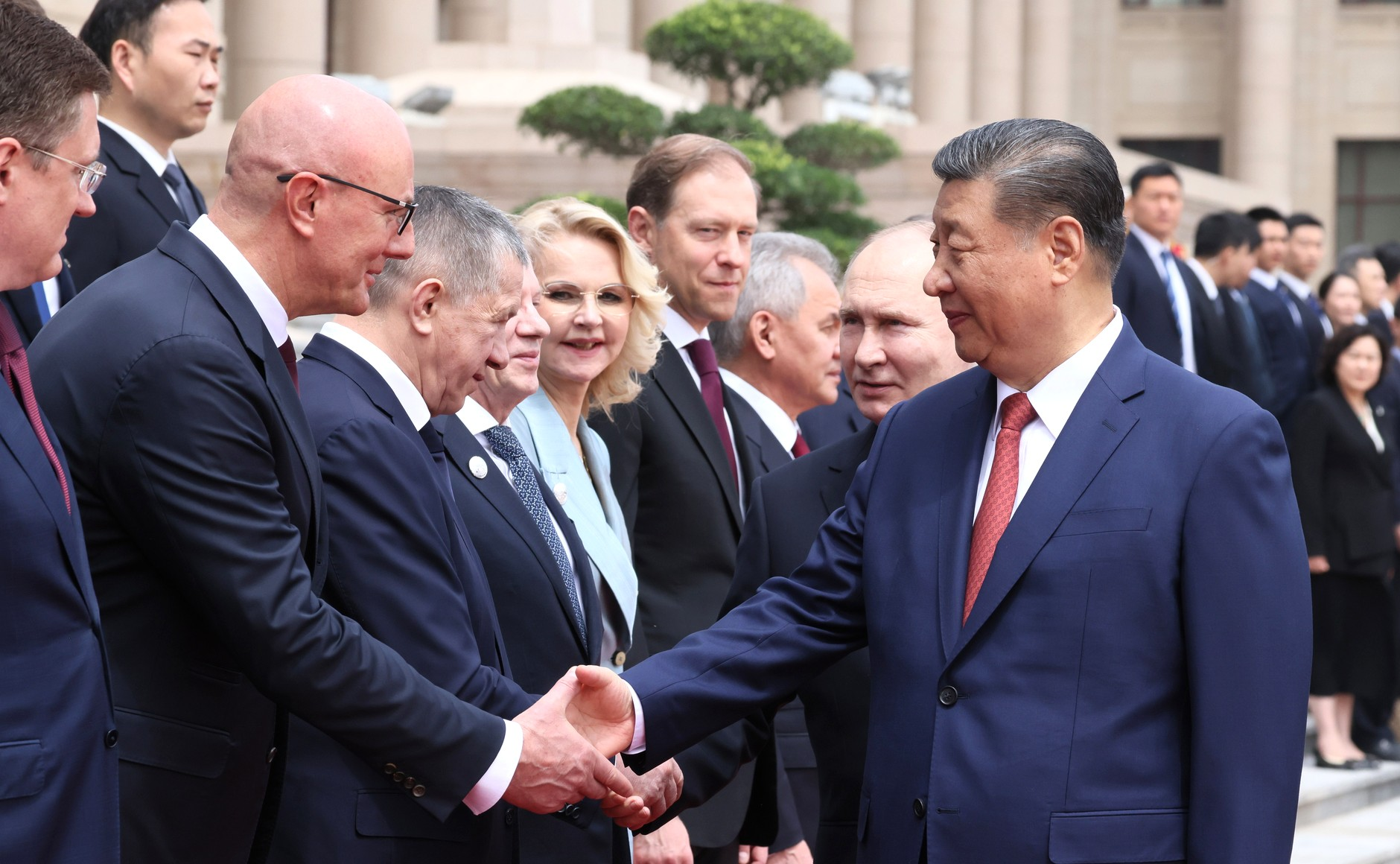
Xi Jinping meets the Russian delegation in Beijing, 2024

2023년 1월, 블룸버그 뉴스는 미국 정부가 러시아에 치명적이지 않은 지원을 제공하는 국영 기업에 대해 중국과 대립했다고 보도했다 . 소식통은 러시아가 우크라이나를 침공한 후 "미국과 그 동맹국들이 부과한" 제재를 전면적으로 회피하는 데 그쳤다고 말한 것 외에는 어떤 증거도 자세히 논의하지 않았다 . 백악관은 상황을 모니터링하고 검토하고 있다고 말했다 .
2023년 2월, 월스트리트 저널은 러시아 세관 데이터에 따르면 중국 기업들이 항해 장비, 방해 기술, 전투기 부품과 같은 이중 용도 품목을 러시아 국영 기업에 출하했다고 보도했다 . 같은 달, 더 슈피겔은 시안 빙고 인텔리전트 항공 기술이 러시아에 가미카제 드론을 판매하기 위해 협상 중이라고 보도했다 . 중국 기업들은 이 보고서가 부정확하다고 주장했다 . 이후 뉴욕 타임즈는 폴리 테크놀로지스가 8천만 발의 탄약을 만들기 위해 바르나울 카트리지 공장에 충분한 양의 총력을 보냈다고 보도했다 . 중국은 현대 화약의 핵심 성분인 니트로셀룰로스의 주요 공급업체입니다.
2023년 3월, 폴리티코는 국영 노린코와 같은 중국 기업들이 2022년 6월부터 12월까지 돌격 소총, 드론 부품, 방탄복 등 이중 용도 품목을 러시아 기업에 선적했으며, 러시아와 서방과 관계를 맺고 있는 중동 국가를 통해 선적을 라우팅하고 있다고 보도했다 . 미국 관리들은 러시아에서 수집한 정보에 따르면 중국이 러시아에 치명적인 원조를 공급하는 것을 고려하고 있다고 말했다 . 미국 관리들마다 이 평가에 대해 다양한 정도의 신뢰를 표명했다 .  미국은 또한 우크라이나에서 중국산 탄약이 사용되었다고 말했지만 누가 탄약을 공급했는지는 불분명합니다. 다른 관리들은 중국이 실제로 러시아에 무기를 공급했다는 증거를 보지 못했다고 말했다 . 미국의 성명은 중국이 전쟁을 막기 위한 평화 계획을 발표하기 전날에 나왔다 . 바이든 행정부는 정보 보고서의 민감한 세부 사항을 기밀 해제하지 않기로 결정했다 .
2023년, 이제브스크 전기기계 공장(IEMZ 쿠폴)은 중국 엔진과 부품을 사용하여 러시아 군용 가미카제 드론을 제조하기 시작했다 . 소식통은 로이터 통신에 쿠폴이 중국에 공장을 설립하고 2024년 초에 가르피야-3 드론 7대를 완성했다고 말했다 . 중국 관리들은 생산 활동을 알지 못했다고 말했다 . 나토 국가들은 중국에 자국 기업들이 러시아에 치명적인 지원을 제공하지 않도록 할 것을 촉구했다 . 이 보고서에 대해 유럽연합 대표는 "우크라이나에 대한 침략 전쟁에서 러시아를 지원하기 위해 치명적인 무기를 제공하지 않는다는 중국의 공식적인 내러티브에 위배될 것이며 따라서 중국 당국이 철저하고 즉시 조사하고 해결할 것으로 기대한다"고 말했다
침공 이후 우크라이나와 러시아 모두 DJI 드론을 사용해 왔다 . 2023년 10월, 우크라이나 정부는 4,000대의 DJI 드론을 구매한다고 발표했다 .
2024년 4월, 미국과 영국은 러시아산 알루미늄, 구리, 니켈의 수입을 금지한다고 발표했다 . 제재로 인해 러시아 니켈, 구리 및 팔라듐 채굴 및 제련 회사인 노릴스크 니켈은 구리 제련소의 일부를 중국으로 이전하고 중국 기업과 합작 투자를 설립할 계획이었다 . 완성된 구리 제품은 서방의 제재를 피하기 위해 중국 제품으로 판매될 것입니다. 중국은 2023년부터 노릴스크 니켈의 최대 수출 시장입니다. 니켈은 전기 자동차 배터리의 중요한 금속이며 팔라듐은 천연가스 자동차의 구성 요소인 촉매 변환기의 중요한 요소입니다.

## 거래
미국, 영국, 유럽연합, 일본이 러시아-우크라이나 전쟁 중 국제 제재를 시행한 후, 중국은 러시아에 가입하지 않겠다고 밝혔다 . 중국의 대러시아 총 무역은 2022년에 기록적인 1,900억 달러를 기록했다 . 같은 해에 중국은 러시아 수입의 40%를 차지했다 .2023년 상반기에 중국 자동차 회사의 모델이 러시아 전체 판매의 3분의 1 이상을 차지했다 .
2023년 중국과 러시아의 총 무역액은 사상 최대인 2,400억 달러에 달했다 . 러시아의 중국 위안화 의존도는 2022년 우크라이나 침공 이후 크게 증가했다 . 러시아 주식 시장 거래에서 위안화의 비중은 3%에서 33%로 증가했다 그러나 2024년 8월까지 중국 은행(특히 소규모 은행)과의 러시아 거래는 대부분 폐쇄되었다 . 엄격한 2차 제재로 인해 러시아는 중국과 돈을 교환할 수 없었다 . 중국 은행의 98%가 러시아로부터 위안화 직접 결제를 거부했다 .
침공 이전에는 중국이 러시아를 통과하는 무역로를 선호했지만, 제재로 인해 유럽과 중동의 인접 국가들로부터도 더 많은 투자를 받고 있는 더 비싼 미들 코리도(Middle Corridor)로 예열되고 있다.

## 시민 사회
최근 몇 년 동안 중국에서 반미 감정이 고조되고 중국과 러시아 간의 양국 전략적 파트너십으로 인해 중국의 많은 네티즌들은 2022년 침공 초기 블라디미르 푸틴 러시아 대통령이 취한 조치와 입장을 지지했다 . 온라인에서도 반전 및 친우크라이나 성향의 목소리가 있었지만, 친러시아 성향의 네티즌들의 공격을 받았으며 이러한 게시물이 많이 삭제된 것으로 알려졌다 .
미국의 소리에 따르면, 러시아와 우크라이나 간의 군사 분쟁 초기에 중국 소셜 미디어에 논란의 여지가 있는 논평이 대거 등장했다 . 온라인 토론이 국가에 의해 엄격하게 모니터링되고 검열된다는 사실과 함께 많은 사람들이 이 문제에 대한 중국 여론이 반대파와 분열되어 있다고 생각합니다.
한편으로는 러시아의 국가 안보에 대한 우려를 인식하고 러시아-우크라이나 관계 악화를 나토와 미국 등 서방 국가들의 탓으로 돌리는 등 러시아를 지지하는 논평이 많다 . 그 결과 이 논평가들은 우크라이나의 군사 침공을 지지하고 블라디미르 푸틴 러시아 대통령을 감히 서방에 도전하는 영웅적 인물로 칭송하기도 합니다.
한편, 중국 본토에는 유명 인사 진싱, 위안리, 케란 등 반전 인사들도 존재합니다. 베이징대, 칭화대 등 많은 교수와 동문도 공개적으로 반전 발언을 했지만, 이러한 발언은 네티즌들의 거센 비판을 받아 중국 본토 소셜 미디어 플랫폼에서 검열되거나 삭제되고 있다. 중국 기업 넷이즈는 우크라이나의 중국인과 중국의 우크라이나인으로부터 러시아에 대한 비판 동영상을 몇 편 게시했다 .
일부 중국 네티즌들은 "아름다운 우크라이나 여성을 납치하다"와 관련된 부적절한 댓글을 남겼으며, 이는 외신에 의해 다시 게시되었다 번역된 댓글의 유통이 우크라이나로 확산되어 우크라이나에 거주하는 중국인들이 광범위한 반중국 정서를 선동하고 현지 적대감에 직면하게 만들었다 . 대만의 소셜 미디어에서도 이러한 댓글이 발견되어 중국 사이버 공간국(CAC)은 대만과 신장 독립 세력의 소행이라고 비난하는 글을 게시했다 . 일부 본토 네티즌들도 러시아 침공에 대한 토론에서 무력으로 대만과의 중국 통일을 추진했다 . 이에 대해 중국 관영 매체 더 페이퍼는 대중에게 전쟁에 대해 이성적으로 댓글을 달며 "불가피한 방관자"가 되지 말 것을 촉구했다 . 더우인과 웨이보와 같은 중국 내 소셜 미디어 플랫폼도 불쾌감을 주는 콘텐츠가 포함된 게시물을 삭제하기 시작했으며, 웨이보는 이러한 콘텐츠를 게시하는 사용자에 대한 금지를 발표했다 .
2022년 2월 26일, 중국 역사학자 5명은 "역사상 큰 재앙은 종종 지역 분쟁에서 시작된다"며 침략에 반대하는 공개 서한에 서명했다 . 그러나 이 서한은 3시간 만에 중국 검열관들에 의해 인터넷에서 삭제되었다 .
홍콩은 러시아의 침공에 대해 중국 본토에서의 침공과 다소 다른 반응을 보이고 있다.
3월 5일, 국무원 고문실 공공정책연구센터 부위원장 후웨이는 "중국은 유연하게 대응하고 장기적인 이익에 부합하는 전략적 선택을 해야 한다"며 "중국은 푸틴과 묶여 있을 수 없으며 하루빨리 단절될 필요가 있다"고 주장하는 기사를 작성했다 .
2023년 9월, 오페라 가수 왕팡은 2022년 수백 명이 사망한 마리우폴의 도네츠크 학술 지역 드라마 극장에서 소련 전쟁 노래 '카투샤'를 부른 후 외교적 논란을 불러일으켰다 . 왕팡은 우크라이나 도시를 불법 방문한 중국 블로거 그룹의 일원이었다 . 우크라이나 외교부 대변인 올레그 니콜렌코는 "러시아군이 600명 이상의 무고한 사람들을 살해한 마리우폴 드라마 극장 유적지에서 중국 '오페라 가수' 왕판의 노래 '카투샤'를 공연한 것은 도덕성을 완전히 훼손한 사례"라고 말했다 . 니콜렌코는 또한 우크라이나 외교부가 블로거 그룹의 우크라이나 입국을 금지할 것이며 중국 측이 중국인들의 마리우폴 체류 목적과 일시 점령된 우크라이나 도시 입국 방식을 설명할 것으로 기대한다고 말했다 . 뉴욕 타임즈는 왕판의 동영상과 이에 대한 뉴스가 중국 인터넷에서 즉시 삭제되었다고 보도했다 .

### 오피니언 폴링
2022년 3월 블랙박스 리서치가 실시한 설문조사에 따르면, 중국 응답자의 71%가 러시아보다 우크라이나에 더 많은 동정심을, 3%가 러시아에 더 많은 동정심을 표명했다 . 2022년 4월 미중 인식 모니터가 발표한 설문조사에 따르면 온라인 중국 응답자의 75%가 분쟁에서 러시아를 지원하는 것이 중국의 국익에 부합한다는 데 동의하거나 강력히 동의한다고 답했다 .
2022년 11월에 발표된 중국인들의 러시아 침공에 대한 견해에 대한 젠론 NPO 여론조사에 따르면, 응답자의 39.5%가 러시아의 행동이 "잘못되지 않았다"고 답했으며, 21.5%는 "러시아의 행동은 유엔 헌장과 국제법을 위반한 것이며 반대해야 한다"고 답했으며, 29%는 "러시아의 행동은 잘못되었지만 상황을 고려해야 한다"고 답했다 .
모닝 컨설턴트가 실시한 2023년 2월 여론조사에 따르면 중국 성인의 49%는 중국이 우크라이나 분쟁에서 중립을 유지해야 한다고 답했으며, 12%는 중국이 영향력을 사용하여 러시아가 군사 작전을 종료하도록 설득해야 한다고 답했으며, 9%는 러시아에 전략 정보를 공급하는 것을 지지한다고 답했으며, 7%는 무기를 보내는 것을 지지한다고 답했다 . 최연소 중국 성인은 일반적으로 러시아에 대한 대출 지원에 대해 가장 적은 관심을 표명했다 .

## 중국 언론
3월 초 현재, 피닉스 텔레비전 기자 루위광은 최전방 러시아군에 편입된 유일한 외국 특파원이었다.
국영 중국 중앙 텔레비전은 4월 5일 정오 뉴스에서 부차 학살이 거짓이라는 러시아 측 주장에 따라 "러시아 외무장관: 부차 사건의 거짓말을 폭로하다"라는 제목으로 사건을 보도했다.

## 중국 시민 사회
2월 26일, 5명의 중국 역사가는 "역사상 큰 재앙은 종종 지역 분쟁에서 시작되었다"고 적시하는 공개 서한에 서명했다. 그러나 이 편지는 3시간 만에 당국의 검열로 인터넷에서 삭제됐다.
3월 5일 국무원 고문실 공공정책연구센터 부주석인 후웨이는 "중국은 유연하게 대응하고 장기적인 이익에 부합하는 전략적 선택을 해야 한다"고 주장하는 기사를 썼다. 이어 "중국은 푸틴 대통령과 엮일 수 없으며 가능한 한 빨리 단절돼야 한다"고 말했다.

## 우크라이나에서 중국인의 대피
2월 25일 우크라이나 주재 중국 대사관은 중국인들에게 우크라이나를 떠나라고 권고했다. 3월 7일, 중국 정부는 우크라이나에서 대부분의 중국인을 대피시켰다고 발표했다.

## 국제 반응 및 논평
아메리칸 대학교의 조셉 토리전은 침공에 대한 중국 정부의 입장을 "균형적 행동"이라고 설명하면서 "양국은 유럽과 아시아에서 미국의 역할에 대해 비슷하게 부정적인 견해를 가지고 있다"고 말했다. 그러나 특히 중국이 "책임 있는 이해관계자로서의 명성을 유지하려고 노력하고 있다"는 점을 감안할 때, 중국은 위험을 무릅쓰고 재정적 지원을 러시아에 하지 않을 것이라고 말했다. 브루킹스 연구소의 라이언 하스 (Ryan Hass)는 "러시아가 없다면 중국은 중국의 부상을 방해하기로 결정한 적대적인 서방과 맞서 싸울 수 있을 것"이라고 주장했지만 양국은 "완벽하게 일치된 이해 관계를 갖고 있지는 않다"고 말했다. 중국은 러시아보다 잃을 것이 많다. 중국은 스스로를 동력과 함께 부상하는 국가로 보고 있다. 러시아는 본질적으로 쇠퇴의 물결과 싸우고 있다."
일부 논평가들은 분쟁의 핵심 중재자로서 중국의 잠재적 역할을 예견했다. 라발 대학교의 에릭 두첸은 "중국 측의 전략적 모호성은 유익한 효과를 가져오고, 위기의 고르디안 매듭을 푸는 데 도움이 될 수 있다"며, 나토 국가가 중국 중재에 반대하는 것은 "심각한 실수"가 될 것이라고 주장했다. 킹스 칼리지 런던의 제노 레오니는 중국 정부가 "책임 있는 강대국으로서 스스로를 과시할 수 있고, 미국의 영향력이 줄어들고 있는 시기에 서방이 미래에 중국의 세계적 영향력에 의존해야 할 수도 있다는 사실을 납득시킬 수 있기에" "중국이 새로운 평화에 관련된 당사자들을 이끌면 주요한 외교적, 홍보적 승리가 될 것"이라고 주장했다.
다른 논평가들은 침략에 대한 중국의 대응이 인도의 대응을 형성하는 데 역할을 했다고 말했다. 브루킹스 연구소( Brookings Institution )의 탄비 마단(Tanvi Madan)은 인도의 "외교 정책 목표 중 하나는 러시아가 중국에 더 가까이 다가가지 못하도록 하는 것"이라고 주장했다.

### 유럽 연합
2023년 5월, 유럽연합(EU) 관리들은 중국의 평화 계획이 우크라이나 휴전을 추진하는 과정에서 발생한 분쟁을 'freezing'하고 서방을 분열시키려는 시도라고 비판한 것으로 알려졌다 . 유럽연합은 러시아의 제재 회피를 도운 중국 본토, 튀르키예, 인도, 세르비아의 기업들을 제재하고 이중 용도 상품을 공급하는 기업을 겨냥할 계획입니다. 우려에도 불구하고 EU가 중국 기업을 공개적으로 제재 대상으로 삼는 것은 이번이 처음이며, 외교관들은 2024년 2월 말까지 계획을 마무리할 계획입니다.

### NATO
2022년 3월 23일, 옌스 스톨텐베르그 나토 사무총장은 중국이 "명백한 거짓말과 잘못된 정보를 퍼뜨리는 등 러시아에 대한 정치적 지원을 제공하고 있다"고 비난하며 "중국이 러시아 침공에 실질적인 지원을 제공할 수 있다"고 우려를 표명했다 .
2024년 5월, 스톨텐베르그는 "러시아는 중국의 지원 없이는 우크라이나에 대한 침략 전쟁을 수행할 수 없었을 것"이라고 말했다 . 그는 중국이 "유럽 국가들과 정상적인 무역 관계를 계속 유지할 수 없으며 동시에 2차 세계대전 이후 유럽에서 본 가장 큰 전쟁을 부추길 수 없다"고 경고했다 . 2024년 워싱턴 정상 회담에서 나토는 러시아와의 "제한 없는 파트너십"과 이중 용도 기술 수출을 비판하며 중국에 러시아의 전쟁 노력에 대한 "결정적인 조력자"로서의 지원을 중단할 것을 촉구했다 . 중국은 "분쟁 당사자들에게 무기를 제공하지 않고 이중 용도 물품의 수출을 엄격하게 통제한다"고 말했다 . 2024년 9월, 스톨텐베르그는 "[중국에] 러시아의 불법 전쟁 지원을 중단할 것을 촉구했다"고 말했다 .

### 영국
2023년 7월, 영국의 MI6 책임자 리처드 무어는 중국 정부와 시진핑이 러시아의 우크라이나 침공에 "절대적으로 공모하고 있다"고 말했다
2024년 5월, 그랜트 샤프스 전 영국 국방부 장관은 미국과 영국 정보에 따르면 "치명적인 원조"가 중국에서 러시아로, 우크라이나로 날아가고 있다고 말했다 . 이에 대해 제이크 설리번 미국 국가안보보좌관은 "현재까지 그런 것을 본 적이 없다"면서도 미국은 "중국이 러시아의 전쟁 기계에 연료를 공급하기 위해 무기를 직접 제공하는 것이 아니라 러시아의 방위 산업 기반에 투입물을 제공하는 것에 대해 우려한다"고 말했다 .

### 미국
2022년 7월 9일, 안토니 블링큰 미국 국무장관은 중국의 중립성에 의문을 제기하고 중국이 러시아를 지원한다고 비난했다 .
2024년 4월, 미국은 중국이 러시아에 지리 공간 정보를 공급하고 있다고 비난했다 . 6월 블링큰은 러시아 방위 산업에 대한 중국의 지원이 전쟁을 장기화하고 있다고 말했다 .

### 우크라이나
2022년 5월, 볼로디미르 젤렌스키 우크라이나 대통령은 "중국은 접근 금지 정책을 선택했다"고 말했다 . 현재 우크라이나는 이 정책에 만족하고 있다."
볼로디미르 젤렌스키 우크라이나 대통령은 "러시아 연방에 대한 중국 시장이 없었다면 러시아는 완전한 경제적 고립을 느낄 것"이라고 말했다 . 이는 전쟁이 끝날 때까지 [러시아와의] 무역을 제한하는 중국이 할 수 있는 일입니다." 2023년 4월, 시진핑과 젤렌스키는 전쟁에 대한 첫 직접 회담을 가졌다 .
라줌코프 센터가 2023년 2월부터 3월까지 실시한 여론조사에 따르면 조사 대상 우크라이나인의 60%가 중국에 대해 부정적인 견해를 가지고 있는 것으로 나타났다 . 2024년 1월 19일부터 1월 25일까지 실시한 또 다른 라줌코프 센터 여론조사에서는 우크라이나 응답자의 72.5%가 중국에 대해 부정적인 견해를 표명했으며, 이는 이란(82%), 벨라루스(87%), 러시아(95%) 등 다른 3개국보다 적은 수치입니다. 64%는 2024년 여론조사에서 시진핑에 대해 부정적인 견해를 표명했다 .
2024년 6월 젤렌스키는 러시아에 대한 중국의 지원이 전쟁을 장기화할 것이라고 말하며 러시아가 스위스에서 열린 우크라이나 평화 정상회의를 약화시키려는 노력의 일환으로 중국 외교관을 이용하고 있다고 비난했다 . 중국 외교부는 러시아가 평화 정상회의에 반대하지 않으며 다른 국가에 압력을 행사하지 않는다고 말했다 .

## 중국에 대한 제재

### 유럽 연합
2023년 5월, 유럽연합은 러시아가 무기에 사용할 수 있는 장비를 판매한 중국 및 기타 5개국 기업에 제재를 가하는 방안을 논의했다 . 중국 정부는 목록에 있는 중국 기반 기업에 압력을 가하기로 약속했고, 이에 따라 EU는 초안 목록에 있는 8개 중국 기업 중 5개 기업을 일시적으로 삭제했다 . 2024년 1월, EU는 중국 본토에 있는 3개 기업에 대한 수출 금지를 제안했다 .

### 미국
2022년 4월, 재닛 옐런 미국 재무장관은 중국이 러시아를 제재하지 않을 경우 불이익을 받을 수 있다고 경고했다
2022년 6월, 미국 상무부는 우크라이나 전쟁에 대한 미국의 제재를 받고 있는 품목을 러시아와 이란 기업에 공급했다고 주장하며 중국 기업 5곳을 포함해 8개국 이상에서 36개 기업을 기업 목록에 추가했다 .미국 재무부는 러시아 무기 조달 회사와의 무역 관계를 유지했다는 이유로 중국 기업과 아르메니아 기업을 별도로 제재했다 .
2023년 3월, 재무부는 러시아가 우크라이나를 상대로 사용하는 HESA 샤헤드 136대의 드론을 제조하는 이란 항공기 제조 산업 공사에 부품을 공급한 중국 기업 6곳을 제재했다 . 미국과 유럽 관리들은 중국이 러시아에 무기를 공급하고 있다는 증거는 없다고 말했다 . 친강 중국 외교부장은 분쟁의 양쪽 모두에 무기를 공급하지 않았다고 부인했다 .
2023년 7월, 미국 국가정보국장실은 중국 정부가 러시아의 제재 회피를 돕고 이중 사용 기술을 제공한다는 내용의 보고서를 발표했다 .
2023년 10월, 미국 상무부는 러시아에 미사일 및 드론 유도 시스템용 마이크로일렉트로닉스를 공급한 42개 중국 기업을 기업 목록에 추가했다 . 2024년 4월, 상무부는 러시아 드론의 조달, 개발 및 확산을 통해 러시아 군대를 지원한 중국 기업을 제재했다 .

## 국제 해설 및 분석
이코노미스트는 중국의 중립성이 "실제로 친러시아적 의사 중립"이라고 주장했다 . 유럽대외관계위원회의 마크 레너드는 "중국에게 우크라이나 전쟁은 그다지 중요하지 않다"며 전쟁이 "글로벌 질서를 재편하는 대격변적 전쟁이 아니라 대리 충돌로 보인다"고 덧붙였다 .
아메리칸 대학교의 조셉 토리기안은 침공에 대한 중국 정부의 입장을 "균형 잡힌 행동"이라고 설명하며 "양국 정부는 유럽과 아시아에서 미국의 역할에 대해 비슷하게 부정적인 견해를 가지고 있다"고 말했지만, 특히 중국이 "책임 있는 이해관계자로서의 명성을 유지하려고 노력하고 있다"는 점을 고려할 때 중국은 러시아를 지원하기 위해 재정적 이익을 기꺼이 위험에 빠뜨리지 않을 것이라고 말했다 . 브루킹스 연구소의 라이언 하스는 "러시아가 없었다면 중국은 중국의 부상을 방해하기로 결정한 적대적 서방과 단독으로 대처할 수 있었을 것"이라고 주장했지만, 양국은 "완벽하게 일치하는 이해관계를 가지고 있지 않다"고 주장했다 . 중국은 러시아보다 잃을 것이 훨씬 더 많다 . 중국은 스스로를 모멘텀을 바탕으로 상승세를 타고 있는 국가로 보고 있다. 러시아는 본질적으로 쇠퇴의 조류와 싸우고 있다."
몇몇 평론가들은 분쟁의 핵심 중재자로서 중국의 잠재적 역할을 예견했다 . 라발 대학의 에릭 뒤센은 "중국 측의 전략적 모호성이 유익한 영향을 미치고 위기의 고르디안 매듭을 푸는 데 도움이 될 수 있다"며 나토 국가들이 중국의 중재에 반대하는 것은 "심각한 실수"라고 주장했다 .킹스 칼리지 런던의 제노 레오니는 "중국이 관련 당사자들을 새로운 평화로 이끌면 중국의 주요 외교 및 홍보 승리가 될 것"이라고 주장했는데, 중국 정부는 "책임 있는 강대국으로 자리매김하고 미국의 영향력이 감소하는 상황에서 향후 중국의 글로벌 영향력에 의존해야 할 수도 있다는 것을 서방에 설득할 수 있을 것"이라고 말했다 .

## 참고 항목
- United States and the Russian invasion of Ukraine
- Foreign involvement in the Russian invasion of Ukraine

## 같이 보기
- 대번역 운동